# 新加坡土地管理局
新加坡土地管理局（英語：Singapore Land Authority，簡稱：SLA），是新加坡律政部轄下的一個法定機構，旨在優化土地資源，從而促進新加坡的社會及經濟發展，負責該國國有地的出售、租賃和徵收、不動產交易登記和全國土地調查系統等項目。

## 簡史
新加坡土地管理局成立於2001年6月1日，由土地局、新加坡土地註冊處、測量部和土地系統支援單位合併而成。